# Crown (Stormzy)
Crown è un singolo del rapper britannico Stormzy, pubblicato il 21 giugno 2019 come secondo estratto dal secondo album in studio Heavy Is the Head.

## Tracce
Testi e musiche di Michael Omari, James Napier e Matthew James Firth Coleman.
1. Crown – 3:33

## Classifiche
| Classifica (2019) | Posizione massima |
| ----------------- | ----------------- |
| Belgio (Fiandre)  | 72                |
| Irlanda           | 6                 |
| Regno Unito       | 4                 |